# Ondratice
Obec Ondratice se nachází v okrese Prostějov v Olomouckém kraji. Žije zde 336 obyvatel.

## Název
Na vesnici bylo přeneseno původní pojmenování jejích obyvatel, které znělo Oldratici, bylo odvozeno od osobního jména Oldrata a znamenalo "Oldratovi lidé". Zánik původního tvrdého l (ł) ve druhé slabice vedl přes mezistupeň Oudratice k tvarům Odratice a Ondratice, z nichž druhý převládl během 17. století (ještě z roku 1612 je doloženo Oldratice).

## Historie
První písemná zmínka o obci pochází z roku 1348, kdy biskup Jan Volek koupil dva dvory Ondraticích a daroval je klášteru pustiměřskému.

## Obyvatelstvo

### Struktura
Vývoj počtu obyvatel za celou obec i za jeho jednotlivé části uvádí tabulka níže, ve které se zobrazuje i příslušnost jednotlivých částí k obci či následné odtržení.
| Místní části   | Místní části   | 1869 | 1880 | 1890 | 1900 | 1910 | 1921 | 1930 | 1950 | 1961 | 1970 | 1980 | 1991 | 2001 | 2011 |
| -------------- | -------------- | ---- | ---- | ---- | ---- | ---- | ---- | ---- | ---- | ---- | ---- | ---- | ---- | ---- | ---- |
| Počet obyvatel | část Ondratice | 521  | 643  | 618  | 696  | 766  | 739  | 691  | 618  | 589  | 479  | 397  | 360  | 343  | 322  |
| Počet domů     | část Ondratice | 89   | 112  | 118  | 127  | 145  | 148  | 155  | 162  | 160  | 149  | 132  | 162  | 161  | 161  |

## Pamětihodnosti
- Zvonice na návsi
- Sloup s obrazem Panny Marie u silnice do Brodku u Prostějova
- Západně od obce se nachází přírodní památka Kopaniny
- Severozápadním směrem se nalézá přírodní památka Pod Obrovou nohou

## Galerie

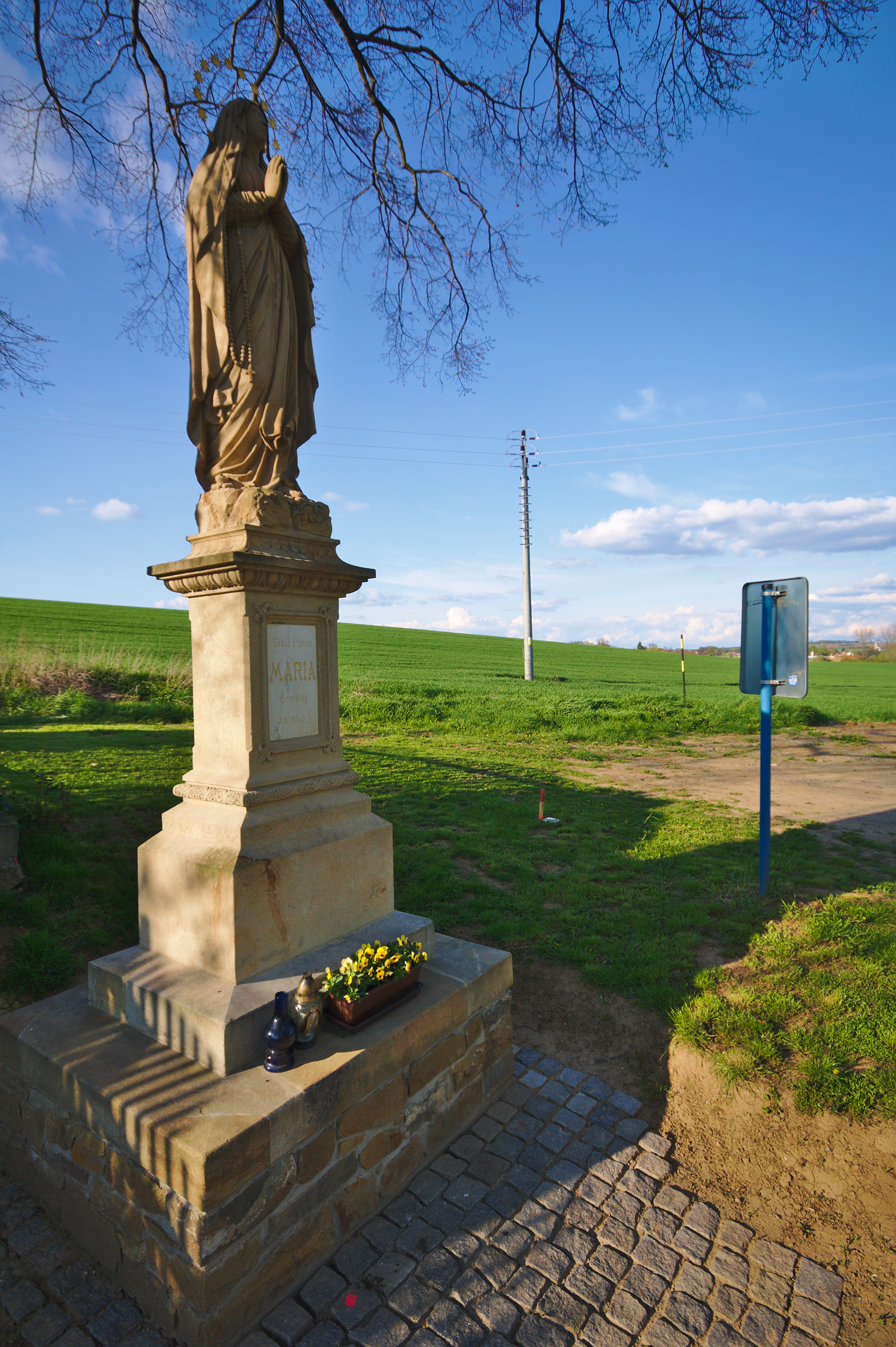
Socha Panny Marie
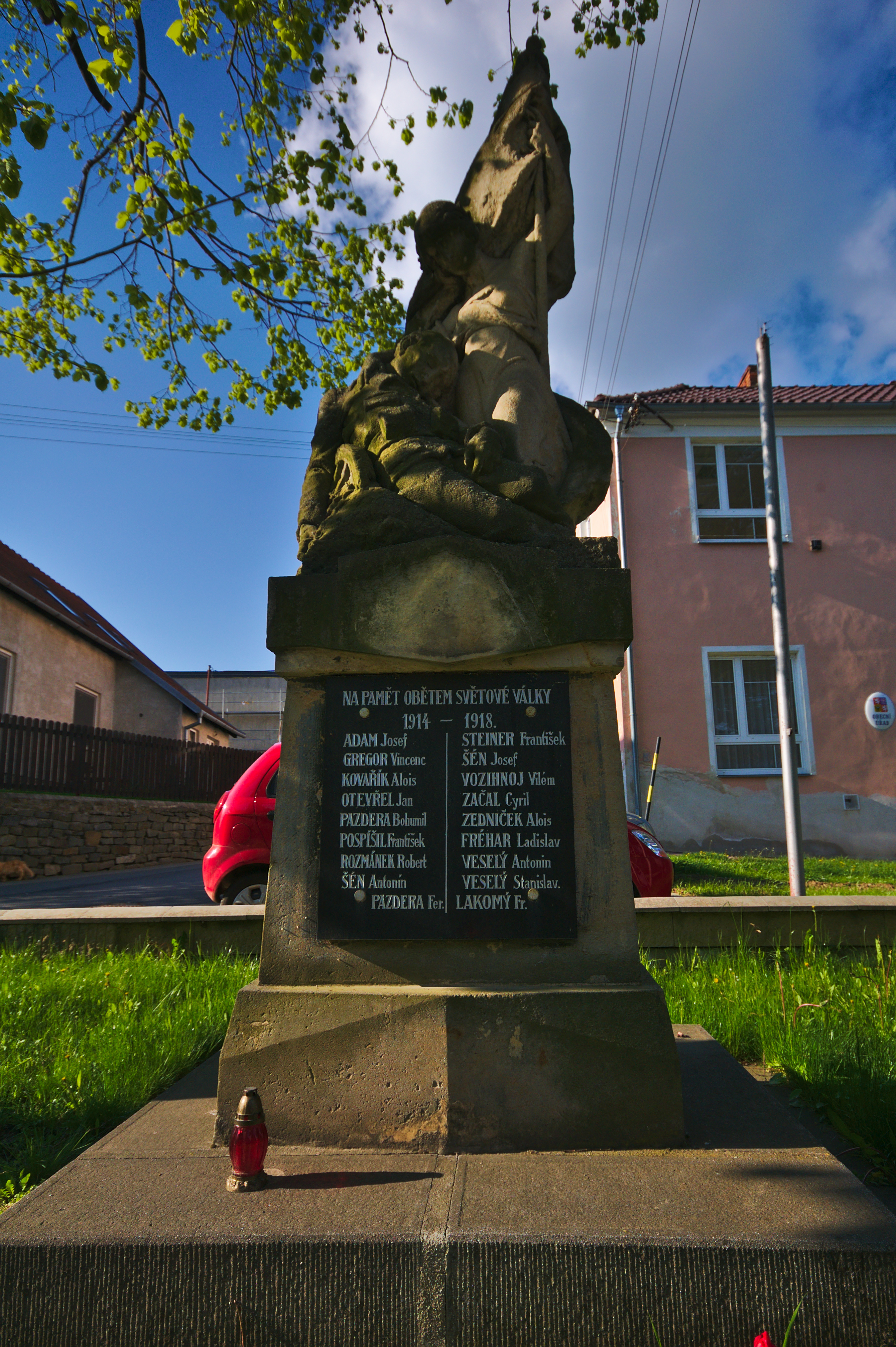
Památník obětem první světové války
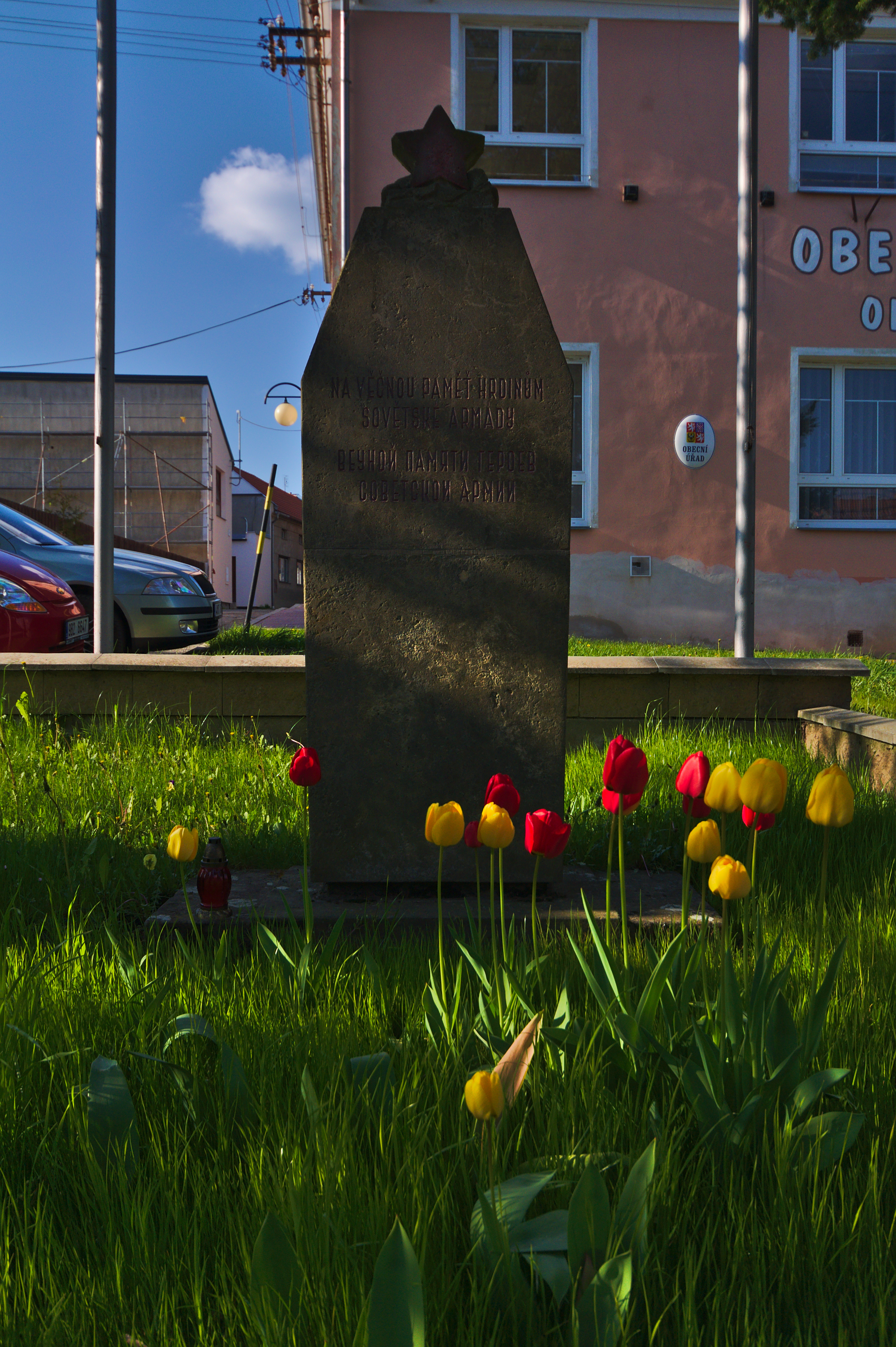
Památník Rudé armádě
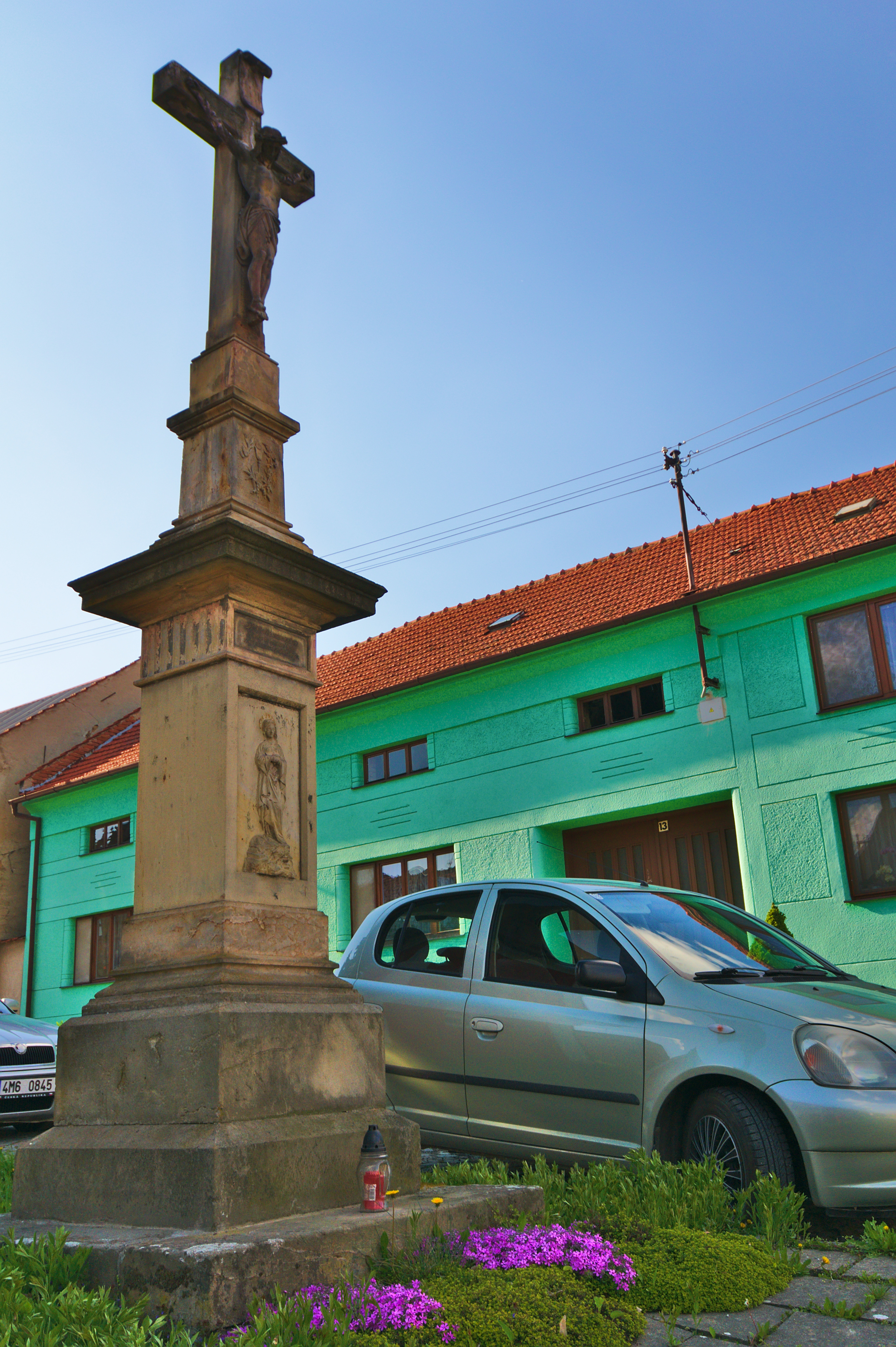
Kříž před zvonicí
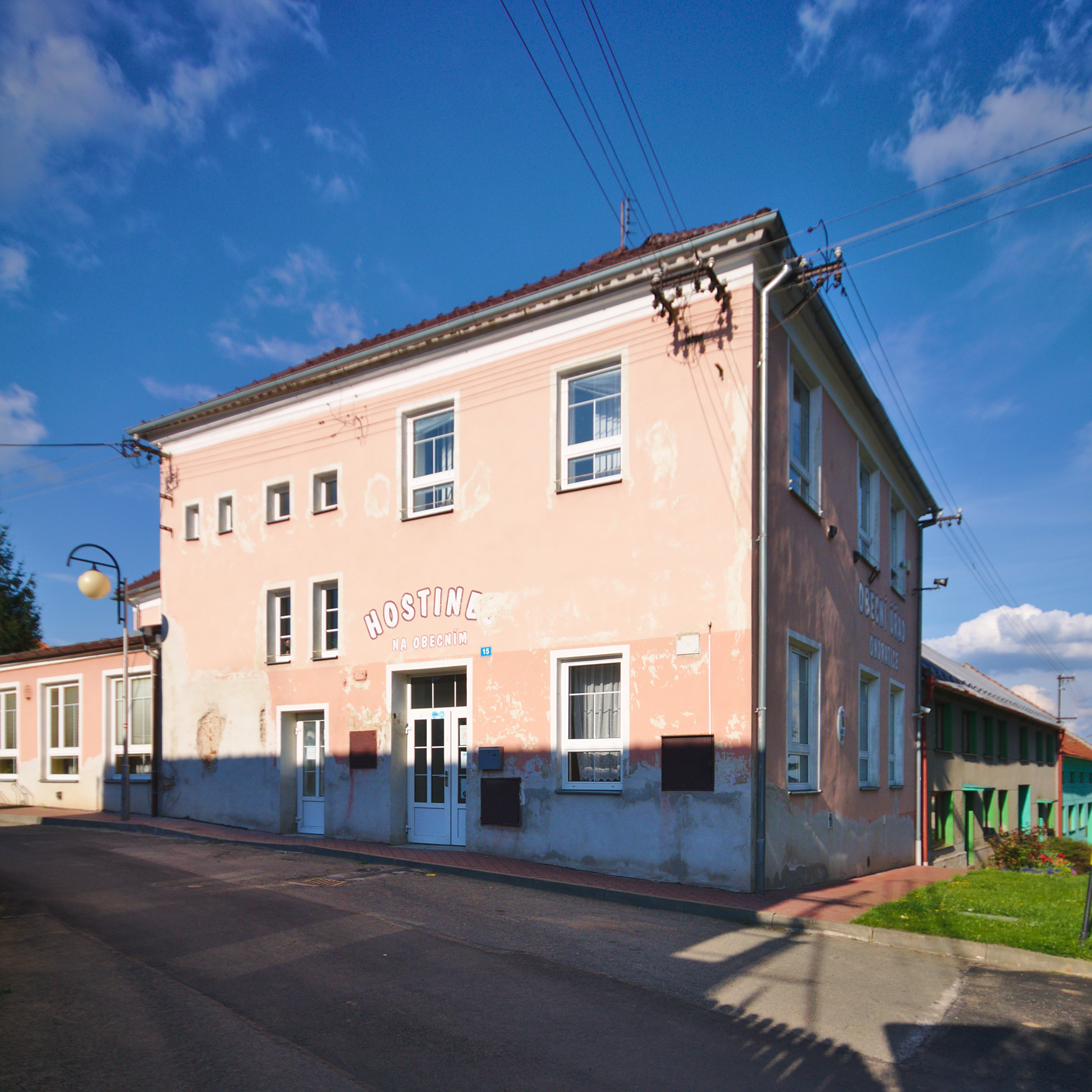
Hostinec
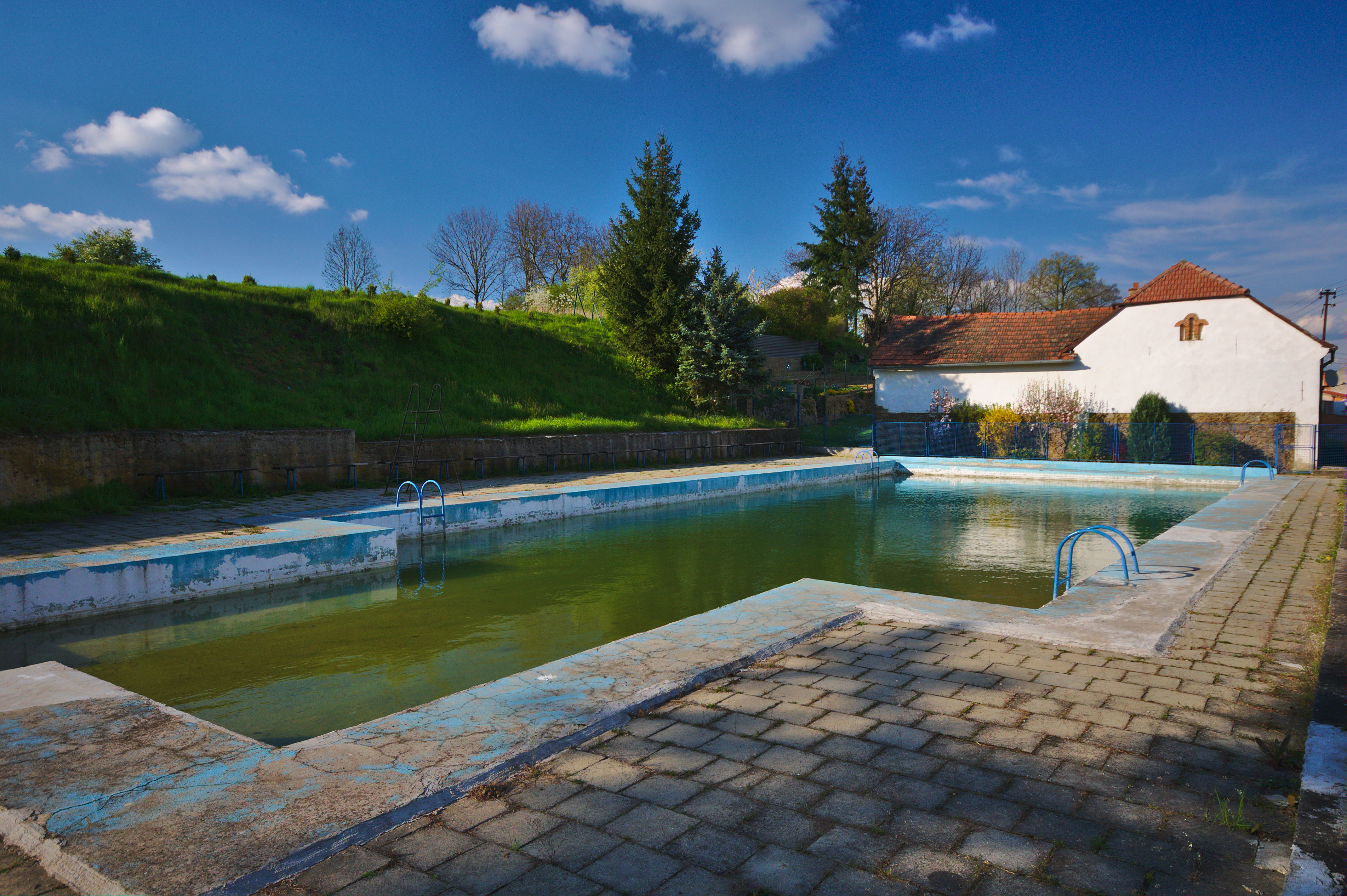
Požární nádrž
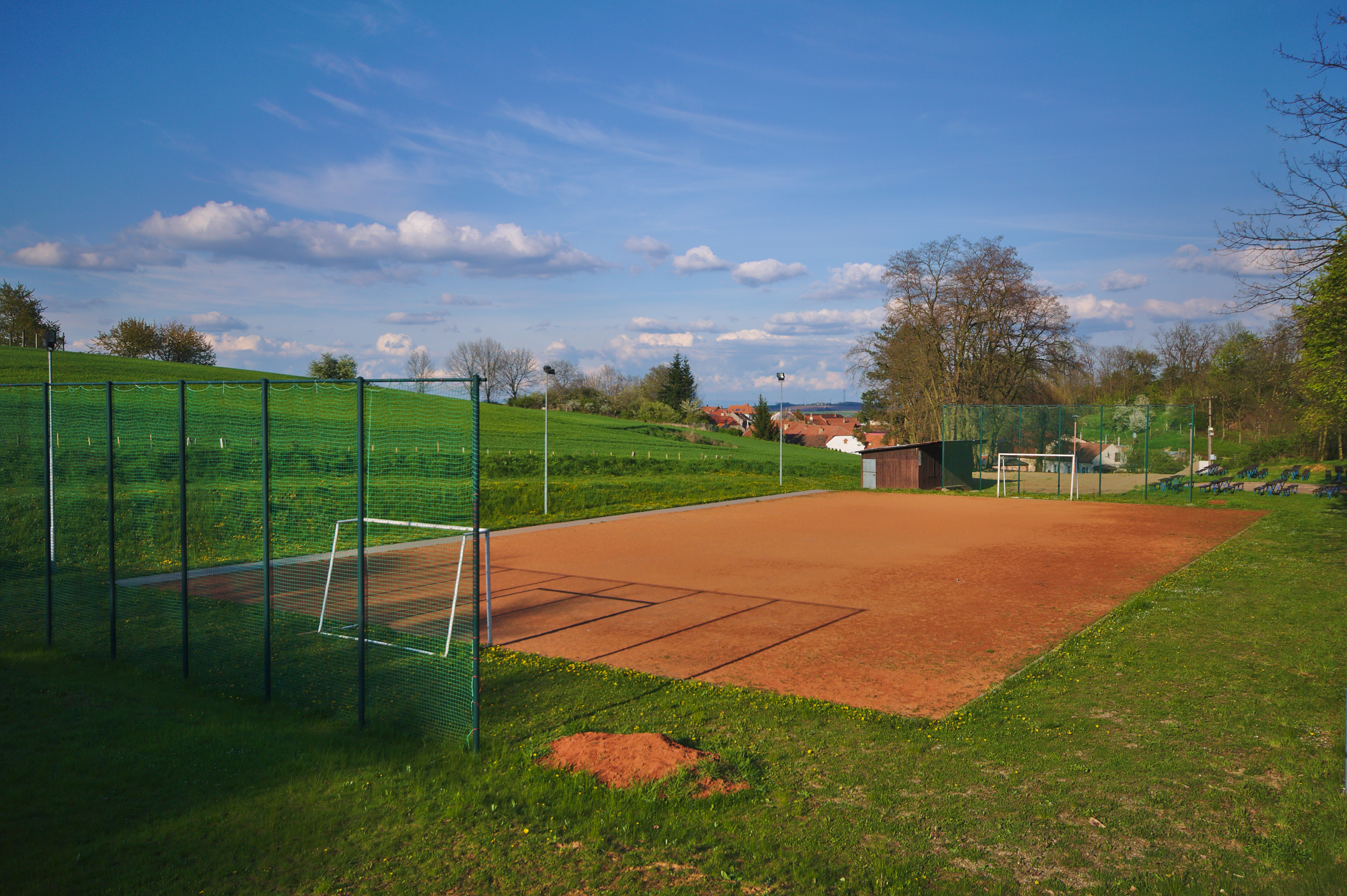
Horní hřiště
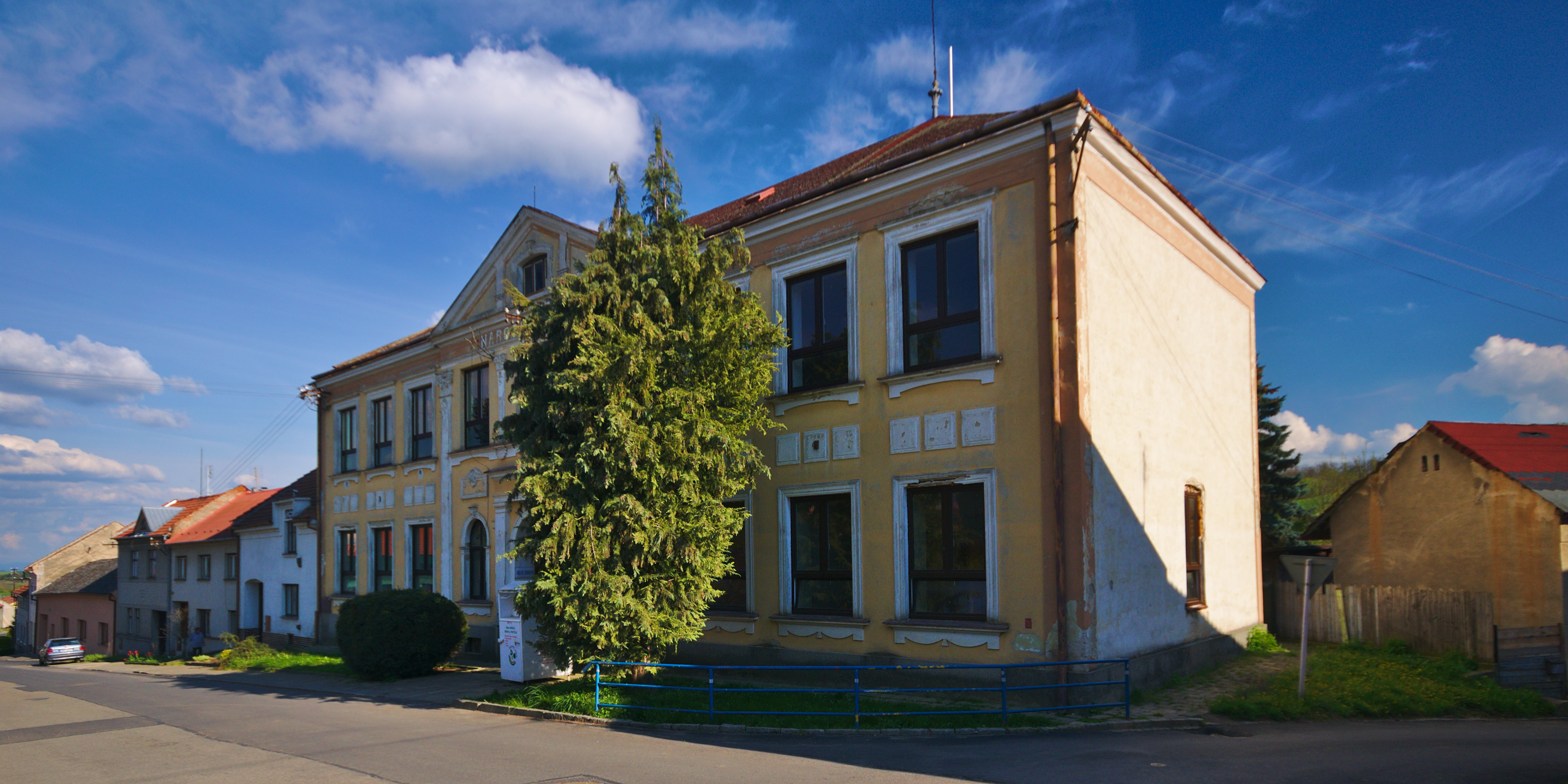
Obecní úřad